# José Vicente (futebolista)
José Vicente Train, conhecido como José Vicente (Barcelona, Espanha, 19 de dezembro de 1931), é um ex-futebolista espanhol. Ele jogou como goleiro e jogou a maior parte de sua carreira no Espanyol de Barcelona e no Real Madrid. Ele ganhou o Troféu Zamora três vezes e foi campeão do Campeonato Europeu de Futebolem 1964 com a seleção espanhola. Vicente era conhecido como Staples por sua segurança ao bloquear a bola.   

## Carreira
Nascido no bairro de Gràcia em Barcelona, José Vicente deu os primeiros passos como futebolista no centro aragonés de Barcelona. Então, ele passou pelas categorias de bases do Mollet. Os técnicos do FC Barcelona o descartaram após um teste e ele acabou indo pro rival, o RCD Espanyol.
Quando ele chega em Sarriá, em 1955, ele encontra o duplo vencedor do Troféu Zamora, Marcel Domingo, que fecha o caminho dele para a titularidade. Mesmo assim, foi outro lendário goleiro azul e branco, Ricardo Zamora, então treinador, que lhe deu a chance de estrear na primeira divisão. Foi no último jogos da liga, em 22 de abril de 1956, em uma partida contra o Deportivo Alavés que terminou com uma vitória por 6 a 0.
Na próxima temporada, José Vicente consegue a titularidade e por quatro anos tornou-se referência incontestável no gol e um dos goleiros mais destacados do campeonato espanhol, isso abriu as portas do Real Madrid para ele.
Ele defendeu o gol branco por quatro temporadas em que conquistou quatro títulos de liga, uma Copa da Espanha e foi duas vezes vice-campeão da Liga dos Campeões. Em nível pessoal, conquistou o Troféu Zamora em três ocasiões. Suas apresentações em Madrid também abriram as portas da seleção nacional.
Diante da disputa contra goleiros mais jovens, como Betancort e Araquistain, José Vicente acabou deixando o clube no verão de 1964 para se juntar ao Mallorca.
No clube das Baleares, ele permaneceu duas temporadas depois foi para o Deportivo La Coruña, onde encerrou sua carreira em 1967.

## Seleção
Sua estreia com a seleção nacional ocorreu no dia 2 de abril de 1961, em uma partida amigável no Santiago Bernabéu entre a Espanha e a França.
Ele foi internacional em sete ocasiões com a equipe espanhola, com a qual ele foi proclamado campeão da Campeonato Europeu de Futebol em 1964, embora sem jogar nenhum jogo na fase final.

## Títulos
Real Madrid
- Copa Intercontinental: 1960
- La Liga: 1960–61, 1961–62, 1962–63, 1963–64
- Copa del Rey: 1961–62
- Troféu Zamora: 1960–61, 1962–63, 1963–64